# Gemaal Drie Groote Polders
Gemaal Drie Groote Polders in de Hikkepolder bij Oud-Vossemeer is een stoomgemaal van het eiland Tholen. Het gemaal is gebouwd in het jaar 1900 en was het eerste stoomgemaal op het eiland. Van hier kon het polderwater uitgeslagen worden op de Eendracht, het water tussen Tholen en Noord-Brabant. De capaciteit was 60 m³ water per minuut. Tot 1957 is het gemaal in gebruik geweest. 
In 1975 werd de functie van het gemaal overgenomen door nieuwe dieselgemalen. In 2005 is het gemaal geheel gerenoveerd en kan bij calamiteiten ook weer in gebruik worden genomen. De centrifugaalpomp werd gerenoveerd en de dieselmotor werd vervangen door een elektromotor waarmee de capaciteit uitkwam op 135 m³ per minuut. Enkele jaren later zijn de uitstroomconstructie en de gemetselde toog geheel vernieuwd.